# Wojskowa Odznaka Sprawności Fizycznej

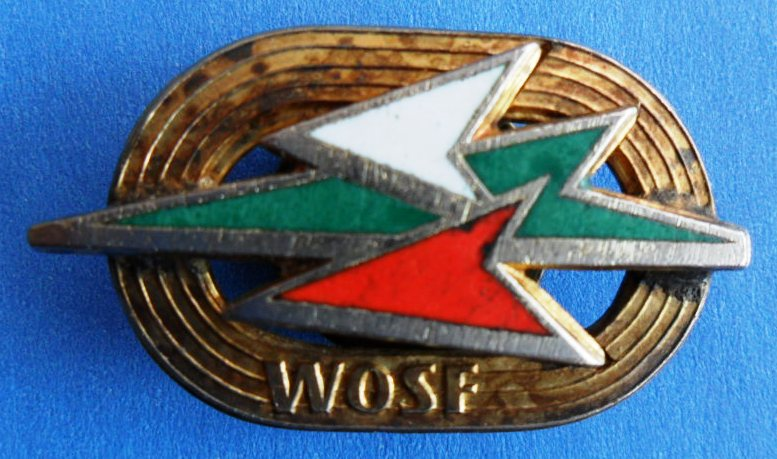
Złota WOSF (wzór 1970).

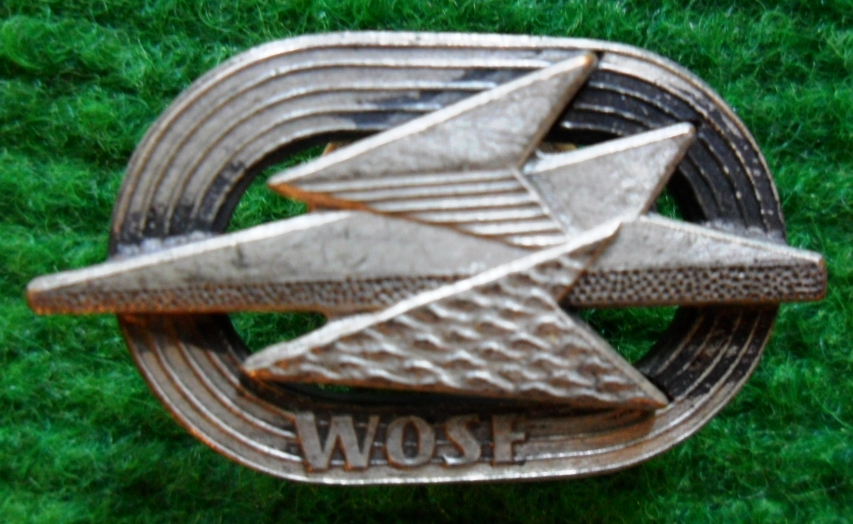
Srebrna WOSF (wzór 1970).

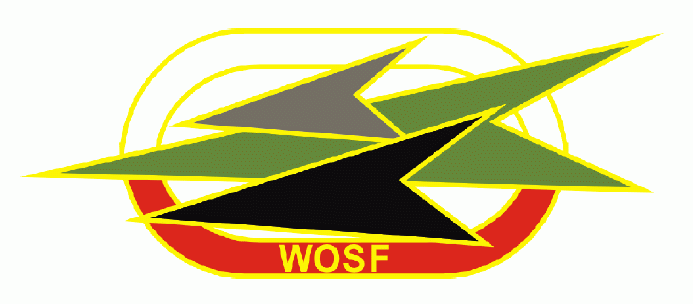
WOSF (wzór 2012 i 2019).

Wojskowa Odznaka Sprawności Fizycznej (WOSF, potocznie „Woska”) – odznaka nadawana od 1969 żołnierzom Wojska Polskiego, którzy ze sprawności fizycznej osiągnęli łącznie za wszystkie obowiązujące ich w czasie roku szkolnego sprawdziany ocenę „bardzo dobrze” lub „dobrze”.  
Odznaka została wprowadzona zarządzeniem Nr 32/MON Ministra Obrony Narodowej z dnia 20 maja 1969. Początkowo „woska” była odznaką jednostopniową, koloru srebrnego. Autorem projektu odznaki był rzeźbiarz i medalier Edward Gorol (1930–2003). Wykonawcą odznak była Mennica Państwowa. 
14 grudnia 1970 Minister Obrony Narodowej wprowadził podział WOSF na trzy stopnie. Dotychczas wydane odznaki stały się z urzędu odznakami II stopnia.
- Odznaka I stopnia (złota) – znaczek metalowy dwupoziomowy kolorowy; poziom pierwszy przedstawia kontury bieżni stadionu sportowego w kolorze złotym z napisem „WOSF”; poziom drugi przedstawia abstrakcyjnie wyrażoną sprawność przy pomocy trzech szybujących strzał w kolorach: białym, zielonym i czerwonym.
- Odznaka II stopnia (srebrna) – znaczek metalowy dwupoziomowy w kolorze srebrnym; poziom pierwszy przedstawia kontury bieżni stadionu sportowego z napisem „WOSF”; poziom drugi przedstawia abstrakcyjnie wyrażoną sprawność przy pomocy trzech szybujących strzał.

- Odznaka III stopnia (brązowa) – znaczek metalowy dwupoziomowy w kolorze brązowym o tym samym kształcie i napisie jak odznaka II stopnia.

Oceny na poszczególne stopnie odznaki powinny obejmować wymogi określone dla odpowiedniej grupy wieku żołnierzy w instrukcji wychowania fizycznego i sportu w Wojsku Polskim.
Żołnierz zawodowy tracił prawo noszenia odznaki po upływie jednego roku od daty przejścia do następnej grupy wiekowej w wypadku, gdy nie wykazał się sprawnością wymaganą do zdobycia odznaki w tej grupie.
Żołnierze uprawnieni do noszenia odznaki nosili ją wyłącznie na ubiorze wyjściowym (nosi się tylko odznakę jednego stopnia). W wojskach lądowych, lotniczych i obrony powietrznej kraju nosili odznakę na klapie prawej górnej kieszeni kurtki, w marynarce wojennej na prawej stronie kurtki oficerskiej na wysokości pierwszego górnego guzika, a na bluzach marynarskich 1 cm nad odznaką np. „Wzorowego Marynarza” lub „Wzorowego Kierowcy”, czy też odznaką absolwenta szkoły (kursu) (zobacz „zasady noszenia oznak wojskowych na umundurowaniu galowym”).
Odznaka została przywrócona decyzją Ministra Obrony Narodowej Nr 260/MON z dnia 3 września 2012 r. Decyzja ta określa wymagania sprawnościowe dla żołnierzy starających się o uzyskanie WOSF. Odznaka jest jednostopniowa. W 2019 weszły w życie nowe kryteria nadawania odznaki, lecz jej wygląd nie zmienił się.